# Molophilus (Molophilus) inimicus
Molophilus (Molophilus) inimicus is een tweevleugelige uit de familie steltmuggen (Limoniidae). De soort komt voor in het Palearctisch gebied.